# آلفرد کرو
آلفرد کرو (انگلیسی: Alfred Crowe؛ 21 October 1883 – ۱۹۵۷ (۷۳−۷۴ سال)) بازیکن فوتبال بود.